# Huguette Bouchardeau
Huguette Bouchardeau (ur. 1 czerwca 1935 w Saint-Étienne) – francuska polityk, pisarka, nauczycielka, wykładowczyni akademicka, działaczka związkowa i samorządowa, parlamentarzystka, w latach 1984–1986 minister środowiska, kandydatka w wyborach prezydenckich.

## Życiorys
Urodziła się w rodzinie robotników. Jako jedyna spośród sześciorga rodzeństwa uzyskała wyższe wykształcenie. Kształciła się w rodzinnej miejscowości i w Strasburgu, następnie studiowała na Université de Lyon. W 1961 uzyskała dyplom z filozofii. Pracowała jako nauczycielka w szkole średniej w Saint-Étienne, następnie jako wykładowczyni na Université Lumière-Lyon-II. Była działaczką studencką i długoletnią działaczką związkową, w tym w ramach oświatowej federacji związkowej Fédération de l’Éducation nationale. Działała także w inicjatywach feministycznych, współtworzyła Centre lyonnais d’études féministes oraz Mouvement pour la liberté de l'avortement et de la contraception (ruch działający na rzecz dopuszczalności aborcji i antykoncepcji). Uczestniczyła w protestach organizowanych przez środowisko ruchu antynuklearnego.
Należała do Zjednoczonej Partii Socjalistycznej (PSU). Pełniła funkcję jej sekretarza w departamencie Loara. Gdy liderzy ugrupowania z Michelem Rocardem przeszli do Partii Socjalistycznej, dołączyła do biura krajowego PSU. Od 1979 do 1983 stała na czele partii jako jej sekretarz krajowy. W 1981 wystartowała w wyborach prezydenckich, otrzymując w pierwszej turze głosowania 1,1% głosów i zajmując ostatnie miejsce wśród dziesięciu kandydatów. Przed drugą turą wsparła François Mitterranda, który zwyciężył w tych wyborach.
W marcu 1983 dołączyła do administracji rządowej jako sekretarz stanu do spraw środowiska i jakości życia. Następnie od lipca 1984 do marca 1986 pełniła funkcję ministra środowiska w rządzie Laurenta Fabiusa. W połowie lat 80. odeszła z PSU. Od 1986 do 1993 przez dwie kadencje sprawowała mandat posłanki do Zgromadzenia Narodowego. W latach 1995–2001 była merem miejscowości Aigues-Vives.
W połowie lat 90. zajęła się działalnością wydawniczą, stając na czele wydawnictwa HB Éditions. Autorka licznych publikacji książkowych, w tym biografii. Opublikowała m.in. Pas d’histoire, les femmes (1977), Un coin dans leur monde (1979), Choses dites de profil (1988), George Sand, la lune et les sabots (1990), La Grande verrière (1991), Carnets de Prague (1992), La Famille Renoir (1994), Les Roches rouges, portrait d’un père (1996), Mes nuits avec Descartes (2002), Nathalie Sarraute (2003).